# Gelting Å
Gelting Å  (også Knor Å, på tysk Geltinger Au og Knorrau) er et vandløb i det nordøstlige Angel i Sydslesvig syd for den dansk-tyske grænse. Åen har en samlet længde på 8,5 km. Den udspringer på en højde på 20 m ved skovranden øst for Prisholt i Ravnholt Kommune. Åen løber vest om husgruppen Knor (Knorr) og Stenderupmark (Stenderupmark), øst om Bøgerød (Bücherott), krydser i Gelting by Nordvejen (forbundsvej B 199), løber parallelt med gaden Nørreholm, længs Gelting Kirke, inden den sammenløber med Bobækken (Stenderup Å) og munder ud i Gelting Nor. Gelting Å danner på en strækning kommunegrænse mellem Ravnholt, Hasselbjerg og Gelting.
Åens nedre løb i Gelting har været reguleret siden 1957, afsnittet bliver også kaldet Suez, fordi reguleringsarbejderne fandt sted under Suez-krisen i 1956. Åen kaldes også for Knor Å efter bebyggelsen Knor.